# Sierra Leone ai Giochi della XXXIII Olimpiade
La Sierra Leone ha partecipato ai Giochi della XXXIII Olimpiade, svoltisi a Parigi dal 26 luglio all'11 agosto 2024, con una delegazione di 5 atleti, un uomo e 4 donne, in 3 discipline.

## Delegazione
| Sport            | Uomini | Donne | Totale |
| ---------------- | ------ | ----- | ------ |
| Atletica leggera | 0      | 1     | 1      |
| Judo             | 0      | 1     | 1      |
| Nuoto            | 1      | 1     | 2      |
| Totale           | 1      | 3     | 4      |

## Risultati

### Atletica leggera
| Q | Qualificato al turno successivo per la posizione in qualificazione                                                           |
| q | Qualificato per il turno successivo per ripescaggio o, negli eventi su campo, conquistando la misura minima per qualificarsi |

Eventi su pista e strada
| Atleta          | Evento                | Batterie preliminari | Batterie preliminari | Batteria  | Batteria  | Semifinale      | Semifinale      | Finale          | Finale          |
| Atleta          | Evento                | Risultato            | Posizione            | Risultato | Posizione | Risultato       | Posizione       | Risultato       | Posizione       |
| --------------- | --------------------- | -------------------- | -------------------- | --------- | --------- | --------------- | --------------- | --------------- | --------------- |
| Georgiana Sesay | 100 m piani femminili | 11"99                | 4ª q                 | 12"15     | 9ª        | non qualificata | non qualificata | non qualificata | non qualificata |

### Judo
| Atleta         | Evento          | 16-esimi               | Ottavi               | Quarti               | Semifinali           | Ripescaggio          | Med. bronzo          | Finale               | Posizione       |
| Atleta         | Evento          | Avversario Risultato   | Avversario Risultato | Avversario Risultato | Avversario Risultato | Avversario Risultato | Avversario Risultato | Avversario Risultato | Posizione       |
| -------------- | --------------- | ---------------------- | -------------------- | -------------------- | -------------------- | -------------------- | -------------------- | -------------------- | --------------- |
| Mariama Koroma | 57 kg femminile | Lien C-l (TPE) P 00–10 | non qualificata      | non qualificata      | non qualificata      | non qualificata      | non qualificata      | non qualificata      | non qualificata |

### Nuoto
| Atleta      | Gara                        | Batterie | Batterie | Semifinali      | Semifinali      | Finale          | Finale          |
| Atleta      | Gara                        | Tempo    | Pos.     | Tempo           | Pos.            | Tempo           | Pos.            |
| ----------- | --------------------------- | -------- | -------- | --------------- | --------------- | --------------- | --------------- |
| Joshua Wyse | 50 m stile libero maschili  | 27"11    | 62º      | non qualificato | non qualificato | non qualificato | non qualificato |
| Olamide Sam | 50 m stile libero femminili | 42"87    | 78ª      | non qualificata | non qualificata | non qualificata | non qualificata |